# Staurastrum tumidum
Staurastrum tumidum là một loài Song tinh tảo trong họ Desmidiaceae, thuộc chi Staurastrum.